# Real Fábrica de Tapices de Nápoles

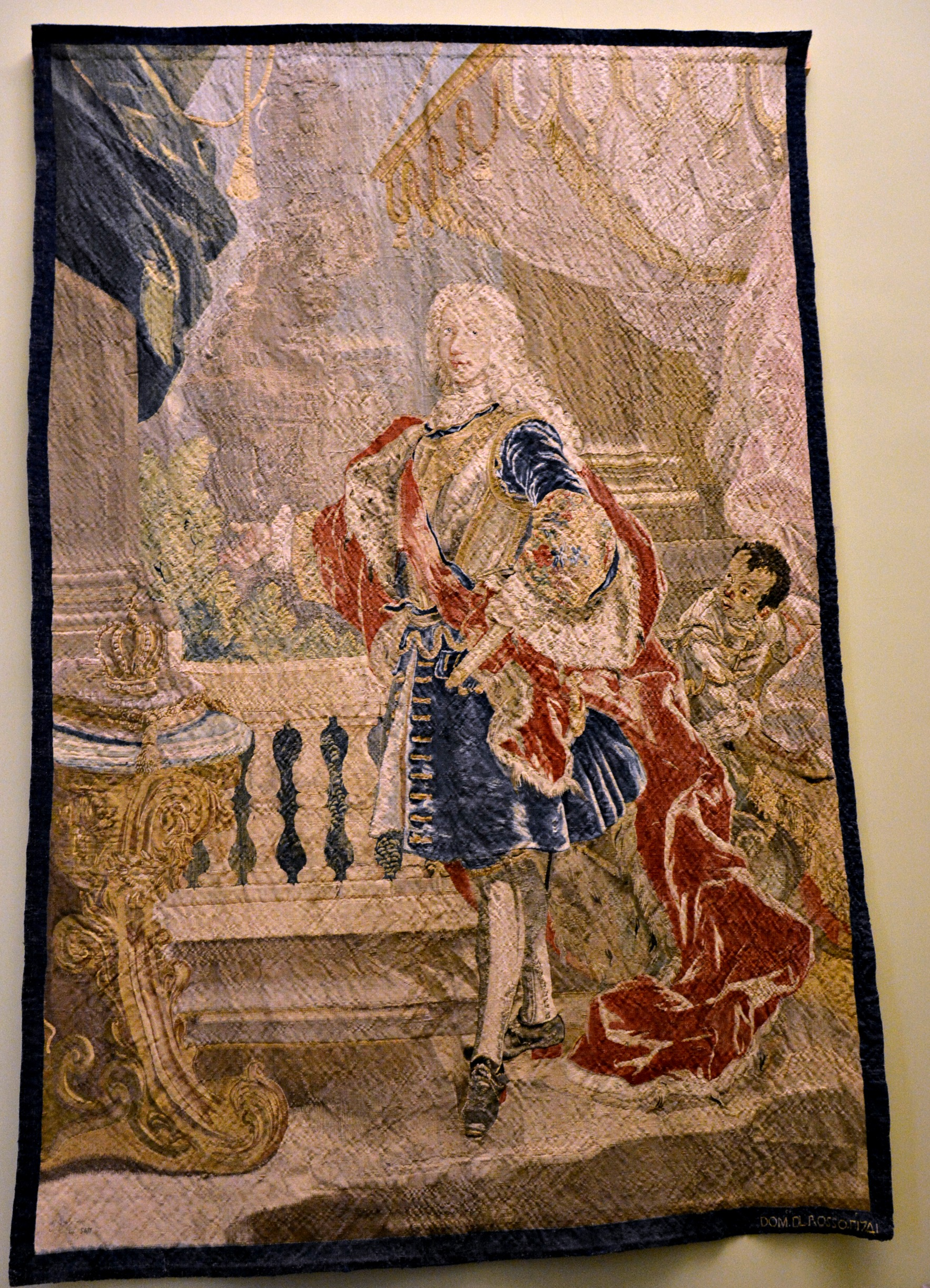
Retrato de Carlos VII (1739), de Domenico Del Rosso, Museo de Capodimonte

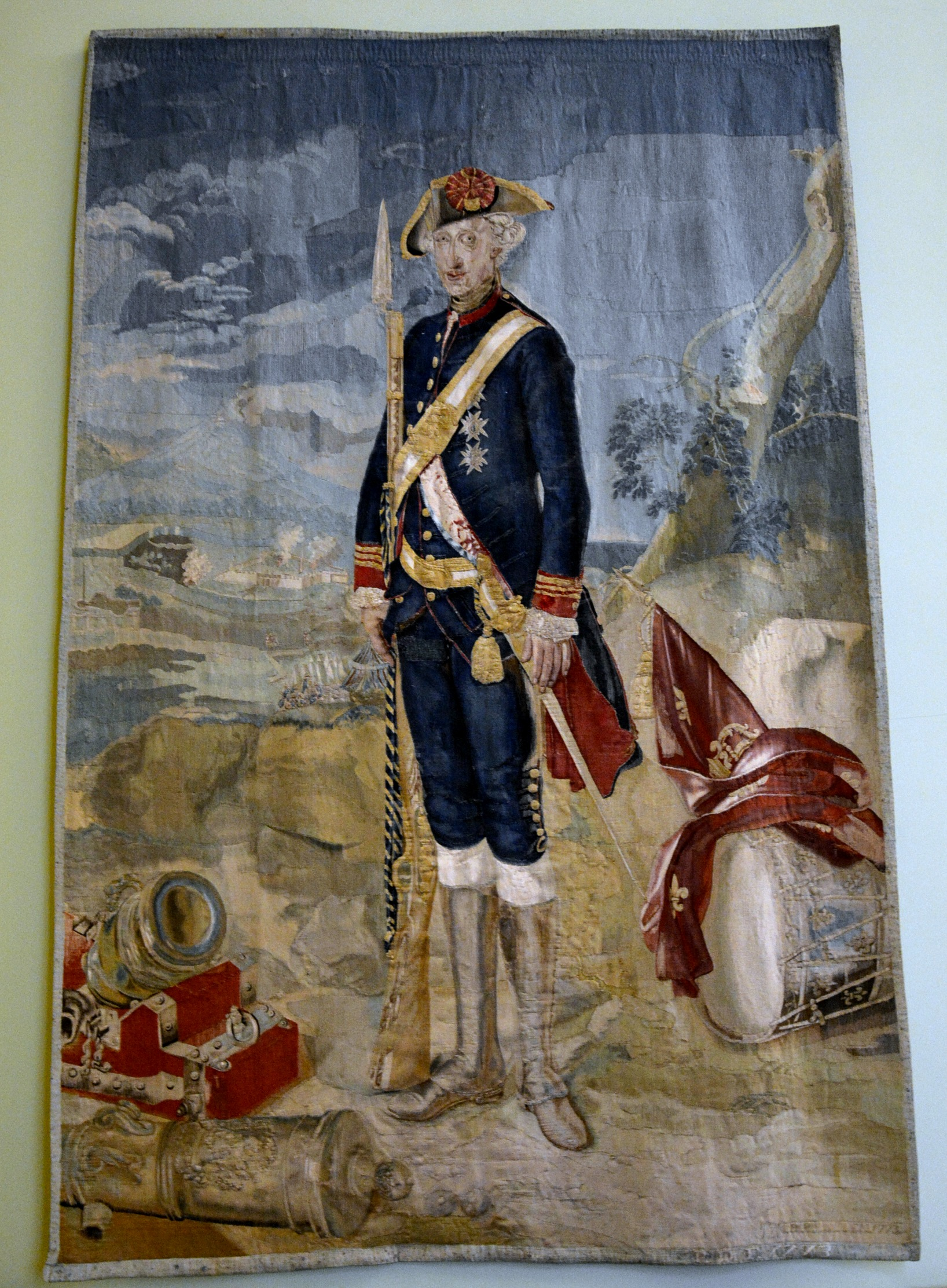
Fernando IV en uniforme militar, de Pietro Duranti, Museo de Capodimonte

La Real Fábrica de Tapices de Nápoles (en italiano: Real Fabbrica degli Arazzi di Napoli) fue un taller de artesanía de tapices fundado en Nápoles en 1737 por el rey Carlos VII. Estaba situado en un edificio anexo a la iglesia de San Carlo alle Mortelle. Permaneció hasta 1799.

## Historia
En 1737 el rey de Nápoles, Carlos VII (futuro Carlos III de España) fundó la Real Fábrica de Tapices con artesanos florentinos. Sus primeros directores fueron Domenico Del Rosso y Giovanni Francesco Pieri, que dejaron Florencia tras la muerte del último gran duque de Toscana de la familia Médici, Juan Gastón. Su primera obra fue un retrato del monarca, finalizada en 1739. En 1743 se realizaron una serie de paños de los Elementos. Entre estas primeras obras destacan varios tapices con escenas del Quijote, realizadas para complementar una serie de doce tapices de los Gobelinos regalados por Luis XV de Francia al embajador de Nápoles, que este regaló a su vez al rey Carlos.
El siguiente director fue Pietro Duranti, procedente de Roma, bajo cuya dirección se elaboró en 1762 una serie de trece paños y cuatro sobrepuertas con escenas nuevamente del Quijote, con cartones de Giuseppe Bonito (palacio del Quirinal, Roma). Entre 1767 y 1779 se hizo una serie de veintiocho tapices basados en cartones de artistas napolitanos. También se hicieron series de los Elementos (1763), la Historia de Cupido y Psique (1783-1786) y la Vida de Enrique IV de Francia (1791).
La fábrica cerró en 1799, tras la revolución que dio origen a la República Partenopea.
El rey Carlos VII fundó también en Nápoles el Real Laboratorio de Piedras Duras de Nápoles (1737), la Real Fábrica de Porcelanas de Capodimonte (1743) y la Real Fábrica de Mayólicas de Caserta (1753). Posteriormente, como Carlos III de España, fundó el Real Laboratorio de Mosaicos y Piedras Duras del Buen Retiro (1759), la Real Fábrica de Porcelana del Buen Retiro (1759), la Real Fábrica de Platería Martínez (1778) y la Real Fábrica de Relojes (1788).